# مستشفى ميدلسكس
مستشفى ميدلسكس هو مستشفىً تعليمي يقع في منطقة فيتزروفيا في لندن بإنجلترا. افتتح أولًا كمستشفى ميدلسكس عام 1745 في شارع ويندميل، ونُقل في عام 1757 إلى شارع مورتيمر حيث استمر هناك حتى إغلاقه نهائيًا في عام 2005.